# Potrawka z królika
Potrawka z królika, określana również jako potrawka z zająca, gdy używany jest zając – potrawka przygotowywana z użyciem mięsa królika jako głównego składnika. Istnieją pewne tradycyjne regionalne odmiany tego dania, takie jak Coniglio all'ischitana na wyspie Ischia, niemiecki Hasenpfeffer oraz jugged hare w Wielkiej Brytanii i Francji. Historia potrawki z królika sięga co najmniej XIV wieku, sposób jej przyrządzania został opublikowany w tym czasie w „The Forme of Cury” jako przepis na duszonego zająca. Potrawka z królika jest tradycyjnym daniem ludu Algonquin, jest narodowym daniem Malty i jest również częścią kuchni wysp greckich. Potrawka z zająca była produkowana w konserwach około początku XX wieku w zachodniej Francji i wschodnich Niemczech.

## Przygotowanie

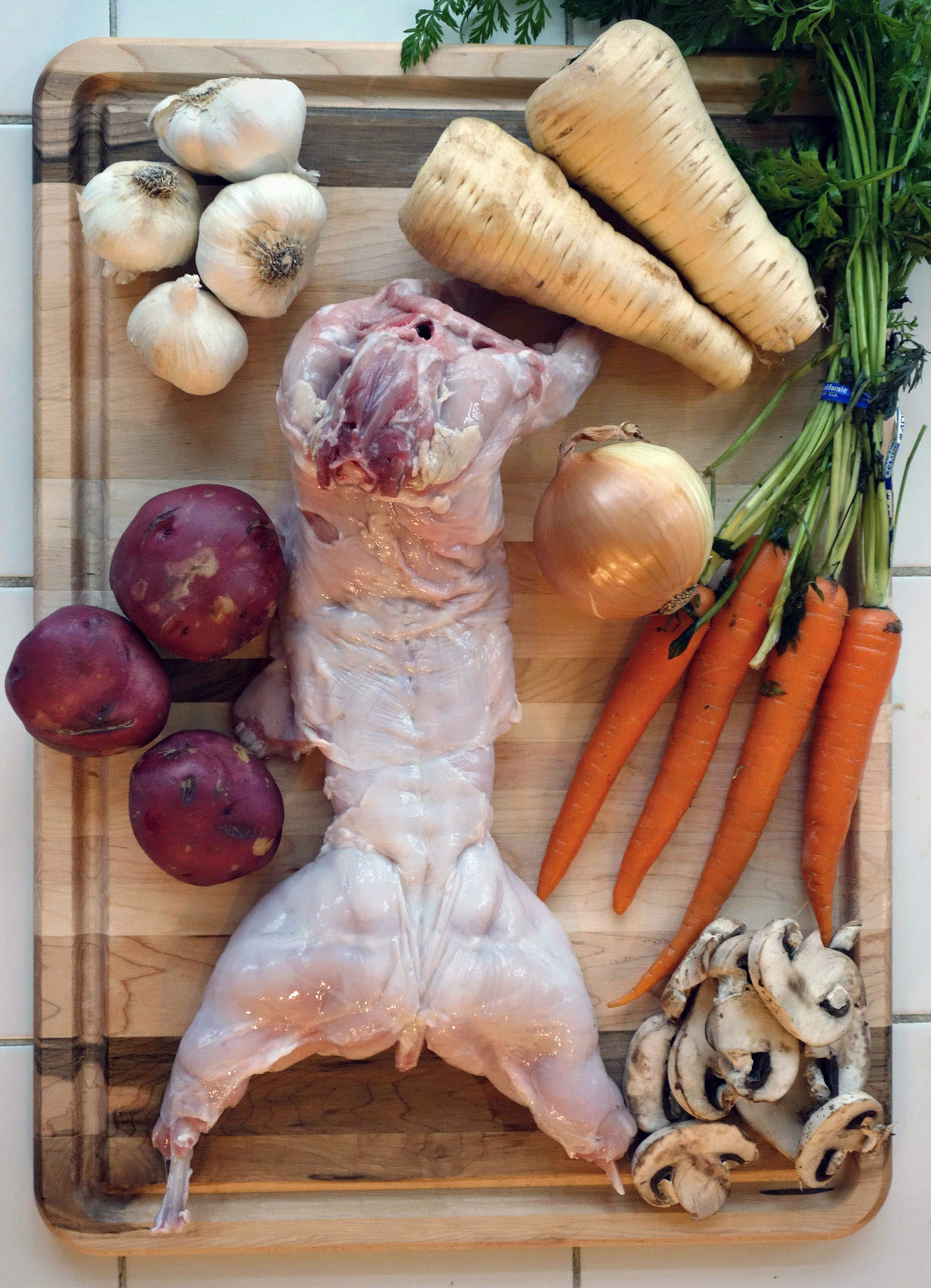
Niektóre ze składników potrawki z królika

Potrawka z królika przygotowywana jest z użyciem mięsa króliczego jako podstawowego składnika. Dodatkowe składniki mogą obejmować ziemniaki, marchew, cebulę, seler, czosnek, wino oraz różne zioła i przyprawy. Królika można zamarynować przed gotowaniem w płynie, takim jak czerwone wino. Krew zająca lub królika była historycznie używana do przyrządzania potrawki z zająca i potrawki z królika, aby je zagęścić i wzbogacić smakowo, i praktyka ta jest czasem stosowana współcześnie. Nowszym tego przykładem jest Anglia (ok. 1910 i wcześniej), gdzie krew była czasami używana do wzbogacania potrawki z zająca.

## Odmiany
Conejo en salmorejo to bardzo popularna potrawka z królika na Wyspach Kanaryjskich przygotowywane z marynowanego królika. Składniki użyte w marynacie to wino, oliwa, kminek, czosnek i różne zioła. Jest to bardzo aromatyczne danie. Czasami podaje się go z papas arrugadas.
Coniglio all'ischitana to tradycyjna potrawka z królika na wyspie Ischia, która znajduje się u wybrzeży Neapolu we Włoszech. Składniki w coniglio all'ischitana obejmują królika, pomidory, białe wino, czosnek, papryczki chili i zioła, takie jak rozmaryn, tymianek, majeranek i bazylię.
Fenkata to tradycyjny maltański wspólny posiłek i uczta przygotowywana z królika w różnych potrawach, i może zawierać stuffat tal-fenek, potrawkę z królika podawaną na spaghetti.
Hasenpfeffer to tradycyjna potrawka w kuchni niemieckiej, przygotowywana na bazie zająca lub królika jako podstawowego składnika. Istnieją pewne warianty jej przygotowania, ale tradycyjnie używa się krwi zająca lub królika, która służy do zagęszczenia dania. Jest to zazwyczaj bardzo aromatyczna potrawa.
Jugged hare i jugged rabbit to dania, których przygotowanie polega na duszeniu całego zająca lub królika, który został pocięty w stawach. Krew zająca lub królika jest tradycyjnie zostawiona w naczyniu, służy ona do zagęszczenia i wzbogacenia potrawy. Dodatkowe składniki obu dań obejmują typowe składniki gulaszowe, takie jak warzywa i przyprawy. Dodawane jest również wino, takie jak Porto, oraz jagody jałowca. Jugged rabbit jest tradycyjnym daniem w Wielkiej Brytanii i Francji, a kiedyś był podstawowym pożywieniem w Wielkiej Brytanii. Przepis na jugged rabbit jest zawarty we wczesnych wydaniach książki „The Art of Cookery Made Plain and Easy”. Książka została opublikowana po raz pierwszy w 1747 roku.
Również w kuchni romskiej potrawka z królika jest popularną potrawą. Romowie gotują ją z królika z podrobami, boczkiem i cebulą.

## Historia

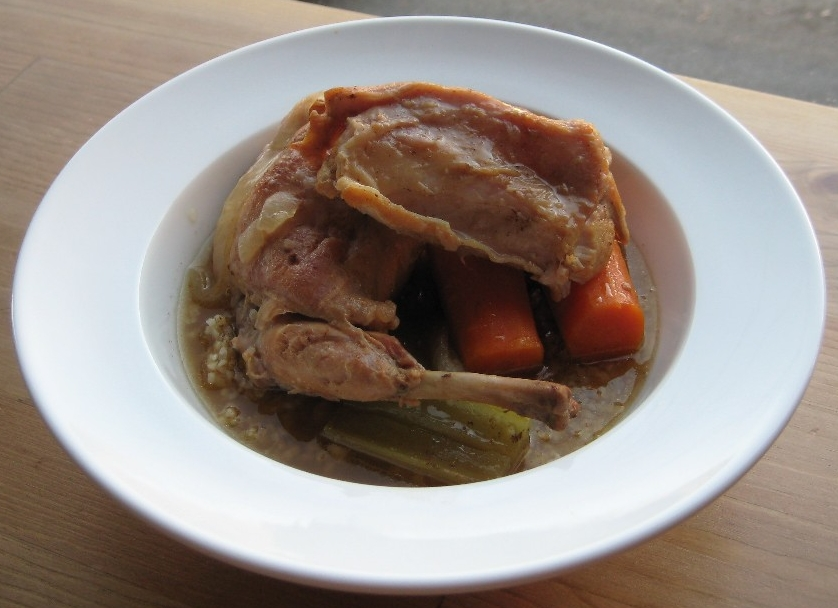
Potrawka z królika z marchewką i selerem

Przepis na danie z duszonego zająca jest zawarty w „The Forme of Cury”, książce z angielskimi przepisami wydanej w XIV wieku. Przepis zalecał użycie makaronu do potrawy, z opcją użycia wafla zamiast makaronu.
Zarówno przepis na potrawkę z zająca, jak i potrawkę z królika są zawarte w „Le Viandier de Taillevent”, zbiorze przepisów z pierwszym wydaniem datowanym na około 1300 roku. Nie jest jasne, kiedy te przepisy pojawiły się po raz pierwszy w książce kucharskiej, która została opublikowana w 24 wydaniach. Zawarty w nim przepis na potrawkę z zająca wymaga, aby danie było czarne w kolorze, podczas gdy przepis na potrawkę z królika wymaga, aby był nieco jaśniejszy w porównaniu z potrawką z zająca.
Przepis na potrawkę z zająca zawarty jest w drugim tomie książki „Le Ménagier de Paris”, która została po raz pierwszy opublikowana drukiem przez barona Jérôme Pichona w roku 1846. Ten przepis wymagał użycia kilku przypraw, w tym imbiru, gałki muszkatołowej, cynamonu, aframonu rajskiego, goździków i pieprzu oraz innych egzotycznych przypraw.
Potrawka z królika to tradycyjne danie ludów Algonquin, rdzennych mieszkańców Ameryki Północnej.
Potrawka z królika została opisana jako "rodzaj dania narodowego na Krecie" i jest również przygotowywany na greckiej wyspie Ikaria, gdzie zające i kuropatwy stanowią podstawową dostępną zwierzynę łowną.
Około początku XX wieku we wschodniej Francji i zachodnich Niemczech potrawka z zająca była przygotowywana i pakowana do konserw. Około początku XX wieku w Stanach Zjednoczonych potrawka z królika była przygotowana z królików domowych lub dzikich.

## Podobne potrawy
Ragù z królika to włoski sos i/lub danie przygotowane z mięsa królika, przecieru pomidorowego, warzyw i przypraw. Aby przyrządzić danie, dodawany jest makaron, taki jak pappardelle i parmigiano-reggiano.